# Jacotella whartoni
Jacotella whartoni är en kvalsterart som beskrevs av Adilson D. Paschoal 1983. Jacotella whartoni ingår i släktet Jacotella och familjen Gymnodamaeidae. Inga underarter finns listade i Catalogue of Life.